# Зоріно (Бурятія)
Зоріно (рос. Зорино) — село Баргузинського району, Бурятії Росії. Входить до складу Сільського поселення Адамівське.
Населення — 68 осіб (2015 рік).